# Cyril Makanaky
Cyryl Makanaky (Douala, Camerún, 28 de junio de 1965) es un  exfutbolista camerunés que destacó en el mundial de Italia 1990. Jugaba de volante y su primer equipo fue FC Saint-Leu, también jugó en la liga española en las filas del CD Málaga y terminó su carrera como futbolista en el Barcelona Sporting Club de Ecuador.

## Selección nacional
Ha sido internacional con la Selección nacional de fútbol de Camerún.
Se destacó cómo mediocampista ofensivo durante el Mundial de Italia '90. Durante el mismo, Camerún llegó a superar la fase de grupos y los octavos de final. Fueron derrotados 3-2 frente a la Inglaterra de Paul Gascoigne y Gary Lineker.

## Clubes
| Club                | País    | Año         | Partidos | Goles |
| FC Saint-Leu        | Francia | 1984 - 1985 | 30       | 26    |
| Gazélec Ajaccio     | Francia | 1985 - 1987 | 48       | 22    |
| Sporting Toulon Var | Francia | 1987 - 1988 | 21       | 3     |
| RC Lens             | Francia | 1988 - 1989 | 14       | 3     |
| Sporting Toulon Var | Francia | 1989 - 1990 | 3        | 0     |
| CD Málaga           | España  | 1990 - 1992 | 39       | 6     |
| Villarreal CF       | España  | 1992 - 1993 | 16       | 0     |
| Maccabi Tel Aviv    | Israel  | 1993 - 1994 | 30       | 5     |
| Barcelona SC        | Ecuador | 1994 - 1995 | 30       | 9     |
| Gazélec Ajaccio     | Francia | 1995 - 1996 | 34       | 18    |
| Barcelona SC        | Ecuador | 1996 - 1997 | 24       | 1     |

## La Maldición de Makanaky
Cuenta la leyenda que cuando el camerunés Cyrille Makanaky dejó el Barcelona de Ecuador le lanzó una maldición por la negativa del mismo a pagarle salarios y liquidación que ascendían a 200.000 dólares. La maldición, según la tradición popular, consistía en que mientras no le paguen la supuesta deuda, Barcelona no quedaría campeón. El hechizo, para los que creen tales cábalas se habría consumado ya que Barcelona no logró ser campeón de Ecuador por 14 años consecutivos desde 1998 hasta 2012.